# Acronyches geosarginus
Acronyches geosarginus är en tvåvingeart som beskrevs av Nelson Papavero 1971. Acronyches geosarginus ingår i släktet Acronyches och familjen rovflugor.
Artens utbredningsområde är Surinam. Inga underarter finns listade i Catalogue of Life.